# 1976-os magyar fedett pályás atlétikai bajnokság
Az 1976-os magyar fedett pályás atlétikai bajnokság a harmadik bajnokság volt, melyet február 7. és február 8. között rendeztek Budapesten, az Olimpiai Csarnokban. A bajnokságra 46 egyesület nevezett versenyzőt. A versenyen a rövidtávú futószámokban elektronikusan, század másodperc pontosságig mérték az időket.

## Naptár
| február 7. | február 7.       | február 8. | február 8.        |
| Idő        | Esemény          | Idő        | Esemény           |
| ---------- | ---------------- | ---------- | ----------------- |
|            | 60 m férfi       |            | rúdugrás férfi    |
|            | 400 m férfi      |            | 200 m férfi       |
|            | 1500 m férfi     |            | 800 m férfi       |
|            | magasugrás       |            | 3000 m férfi      |
|            | távolugrás férfi |            | 60 m gát férfi    |
|            | súlylökés férfi  |            | 4 × 180 m férfi   |
|            | 400 m női        |            | hármasugrás férfi |
|            | 1500 m női       |            | 60 m női          |
|            | 60 m gát női     |            | 200 m női         |
|            | 4 × 180 m női    |            | 800 m női         |
|            | távolugrás női   |            | magasugrás női    |
|            |                  |            | súlylökés női     |

A selejtezőket délelőtt rendezték.

## Eredmények

### Férfiak
| Versenyszám | Arany                                                               | Arany   | Ezüst                                                      | Ezüst   | Bronz                                                                    | Bronz   |
| ----------- | ------------------------------------------------------------------- | ------- | ---------------------------------------------------------- | ------- | ------------------------------------------------------------------------ | ------- |
| 60 m        | Gresa Lajos Ferencvárosi TC                                         | 6,55    | Lukács László Pécsi MSC                                    | 6,56    | Lépold Endre Pécsi MSC                                                   | 6,66    |
| 200 m       | Petőházi Tibor Ajkai Alumínium                                      | 22,33   | Hornyacsek Nándor Újpesti Dózsa                            | 22,58   | Babáj László Debreceni VSC                                               | 22,68   |
| 400 m       | Hornyacsek Nándor Újpesti Dózsa                                     | 49,6    | Árva István Újpesti Dózsa                                  | 50,0    | Nagy Tibor Debreceni MTE                                                 | 50,5    |
| 800 m       | Zsinka András Újpesti Dózsa                                         | 1:49,2  | Ötvös Imre Dunaföldvár                                     | 1:52,2  | Szatmári Sándor Ferencvárosi TC                                          | 1:54,0  |
| 1500 m      | Zsinka András Újpesti Dózsa                                         | 3:46,9  | Zemen János Újpesti Dózsa                                  | 3:47,5  | Szatmári Sándor Ferencvárosi TC                                          | 3:51,2  |
| 3000 m      | Török János SZEOL AK                                                | 8:08,2  | Mester János Debreceni ASE                                 | 8:09,6  | Zemen János Újpesti Dózsa                                                | 8:12,2  |
| 60 m gát    | Bognár László TFSE                                                  | 7,93    | Árva István Újpesti Dózsa                                  | 8,17    | Kiss Árpád Újpesti Dózsa                                                 | 8,18    |
| 4 × 180 m   | Szedmák Attila Takács József Paulinyi Péter Szalma László Bp. Vasas | 1:20,1  | Erdélyi Péter Széll István Árendás József Sereg János BEAC | 1:21,0  | Árva István Hornyacsek Nándor Vincze József Horváth István Újpesti Dózsa | 1:21,1  |
| magasugrás  | Kelemen Endre Újpesti Dózsa                                         | 221 cm  | Gerstenbrein Tibor Csepel SC                               | 212 cm  | Dóczi Ferenc Olajbányász                                                 | 212 cm  |
| rúdugrás    | Viskovics Károly Újpesti Dózsa                                      | 480 cm  | Makó Ernő Bp. Spartacus                                    | 460 cm  | Anderle Dénes Újpesti Dózsa                                              | 440 cm  |
| távolugrás  | Németh Gyula Bakony Vegyész                                         | 765 cm  | Szalma László Bp. Vasas                                    | 757 cm  | Kövesi Tibor Csepel SC                                                   | 754 cm  |
| hármasugrás | Katona Gábor Bp. Honvéd                                             | 15,80 m | Cziffra Zoltán Bp. Honvéd                                  | 15,78 m | Uri József BEAC                                                          | 15,37 m |
| súlylökés   | Fejér Géza Bp. Honvéd                                               | 17,04 m | Varga Mihály TFSE                                          | 16,38 m | Fehér Lajos Pécsi MSC                                                    | 16,15 m |

### Nők
| Versenyszám | Arany                                                      | Arany   | Ezüst                                                                    | Ezüst   | Bronz                                                              | Bronz   |
| ----------- | ---------------------------------------------------------- | ------- | ------------------------------------------------------------------------ | ------- | ------------------------------------------------------------------ | ------- |
| 60 m        | Ziegner Anikó Bp. Honvéd                                   | 7,57    | Orosz Irén Újpesti Dózsa                                                 | 7,58    | Németh Ilona Bp. Spartacus                                         | 7,60    |
| 200 m       | Séfer Rozália Szombathelyi Haladás                         | 25,08   | Orosz Irén Újpesti Dózsa                                                 | 25,11   | Lukics Ildikó Bp. Honvéd                                           | 25,20   |
| 400 m       | Tóth Éva Bp. Honvéd                                        | 55,1    | Séfer Rozália Szombathelyi Haladás                                       | 55,4    | Orosz Irén Újpesti Dózsa                                           | 56,1    |
| 800 m       | Lázár Magdolna Debreceni EAC                               | 2:10,5  | Lipcsei Irén Debreceni MTE                                               | 2:10,7  | Horváth Janka Szombathelyi Haladás                                 | 2:11,9  |
| 1500 m      | Lázár Magdolna Debreceni EAC                               | 4:23,7  | Csipán Borbála Bp. Honvéd                                                | 4:25,2  | Babinyecz Józsefné Csepel SC                                       | 4:28,6  |
| 60 m gát    | Bruzsenyák Ilona Újpesti Dózsa                             | 8,18    | Siska Xénia Bp. Vasas                                                    | 8,39    | Balogh Katalin Zalaegerszegi TE                                    | 8,54    |
| 4 × 180 m   | Lukics Ildikó Tóth Éva Forgács Judit Könye Irma Bp. Honvéd | 1:29,9  | Szabó Ildikó Nagy Katalin Petrika Ibolya Bottyán Katalin Nyíregyházi VSC | 1:32,2  | Molnár Judit Molnár Rozália Fazekas Bea Gyöngy Ibolya Szolnoki MÁV | 1:36,5  |
| magasugrás  | Rudolf Erika MAFC                                          | 186 cm  | Mátay Andrea MAFC                                                        | 180 cm  | Béla Emese Gyulai SE                                               | 178 cm  |
| távolugrás  | Szabó Ildikó Nyíregyházi VSC                               | 660 cm  | Ziegner Anikó Bp. Honvéd                                                 | 637 cm  | Bruzsenyák Ilona Újpesti Dózsa                                     | 636 cm  |
| súlylökés   | Irányi Margit Bp. Honvéd                                   | 16,88 m | Armuth Edit Bp. Honvéd                                                   | 15,68 m | Papp Margit Csepel SC                                              | 15,38 m |

## Új országos rekordok
- férfi 800 m: Ötvös Imre (1:52,2) ifjúsági országos csúcs
- férfi 4 × 180 m: Bp. Vasas; Szedmák, Takács, Paulinyi, Szalma (1:20,1)
- férfi távolugrás: Szalma László (757 cm; 755 cm) ifjúsági országos csúcs
- férfi hármasugrás: Bakosi Béla (15,22 m) ifjúsági országos csúcs
- női 4 × 180 m: Bp. Honvéd; Lukics, Tóth, Forgács, Könye (1:29,9)
- női súlylökés: Tiszavölgyi Aranka (14,43 m) ifjúsági országos csúcs